# جيمس بولارد إسبي
جيمس بولارد إسبي (بالإنجليزية: James Pollard Espy)‏ هو عالم أرصاد أمريكي، ولد في 9 مايو 1785، وتوفي في 24 يناير 1860 في سينسيناتي في الولايات المتحدة.

## وصلات خارجية
- جيمس بولارد إسبي على موقع الموسوعة البريطانية (الإنجليزية)
- جيمس بولارد إسبي على موقع إن إن دي بي (الإنجليزية)